# Власт (институционална)
 Тази статия е за институционализираните форми на власт.  За други форми на властта вижте власт (обществено отношение).  
Осъществяването на властта става по различни начини – някои са демократични, а други авторитарни. Особено място заема политическата власт, най-силният елемент на която е държавното управление, с всичките принадлежащи органи. Съществуват: съдебна власт, изпълнителна власт, представителна власт, икономическа, законодателна власт, и други.